# Euphorbia handeniensis
Euphorbia handeniensis är en törelväxtart som beskrevs av Susan Carter. Euphorbia handeniensis ingår i släktet törlar, och familjen törelväxter. Inga underarter finns listade i Catalogue of Life.